# Rubén Darío Bustos
Rubén Darío Bustos (Villa del Rosario, Norte de Santander, Colombia, 28 de agosto de 1981) es un exfutbolista colombiano. Jugaba como defensa. Es conocido por su precisión en los lanzamientos de tiro libre.
Su hermano es el futbolista Darío Alberto Bustos.

## Trayectoria

### América de Cali y Cúcuta Deportivo
Inició su carrera profesional en el América de Cali, donde fue campeón de la Copa Merconorte 1999, y campeón del Fútbol Profesional Colombiano en 2000, 2001 y 2002. Fue parte del América de Cali que llegó a la semifinal de Copa Libertadores 2003 y también del Cúcuta Deportivo que alcanzó la semifinal de Copa Libertadores 2007. En ambas ocasiones su equipo fue eliminado por Boca Juniors de Argentina. Con el Cúcuta marcó tres goles de tiro libre en Copa Libertadores (contra Nacional de Montevideo, Grêmio y Boca Juniors).

### Grêmio
Fue transferido del Cúcuta al Grêmio de Porto Alegre, donde marcó su primer gol de tiro libre el 5 de septiembre de 2007.
El 27 de diciembre de 2007 fue escogido como el mejor jugador del año por El Tiempo, el diario más importante de Colombia.Luego fue transferido al Inter de Porto Alegre.

### Internacional
Luego de un año 2008 en el cual no tuvo mayor oportunidad de fútbol con el Internacional de Porto Alegre, a comienzos de 2009 recibió varias ofertas, pero finalmente fichó con Millonarios de Bogotá.

## Selección nacional
Es internacional con la Selección de fútbol de Colombia desde el año 2003 hasta el año 2008. Sus dos goles con la selección han sido en la Eliminatorias Mundial de Sudáfrica 2010. Uno frente a Venezuela y otro frente a Argentina, ambos de tiro libre.

### Goles internacionales
| # | Fecha      | Lugar                               | Rival     | Gol | Resultado | Competición                |
| - | ---------- | ----------------------------------- | --------- | --- | --------- | -------------------------- |
| 1 | 17-11-2007 | Nemesio Camacho El Campín, Colombia | Venezuela | 1-0 | 1-0       | Clasificación Mundial 2010 |
| 2 | 20-11-2007 | Nemesio Camacho El Campín, Colombia | Argentina | 1-1 | 2-1       | Clasificación Mundial 2010 |

### Participaciones enEliminatorias al Mundial
| Eliminatoria                            | Sede del Mundial | Posición      | Resultado | PJ | GA | Asis |
| --------------------------------------- | ---------------- | ------------- | --------- | -- | -- | ---- |
| Eliminatorias Mundial de Sudáfrica 2010 | Sudáfrica        | 7°lugar 23pts | Eliminado | 3  | 2  | 0    |

### Participaciones enCopas Oro
| Torneo              | Sede                    | Resultado        | PJ | GA | Asis |
| ------------------- | ----------------------- | ---------------- | -- | -- | ---- |
| Copa de Oro de 2003 | Estados Unidos y México | Cuartos de final | 3  | 0  | 1    |

## Clubes
| Club                | País                | Año                 | Partidos | Goles |
| ------------------- | ------------------- | ------------------- | -------- | ----- |
| América de Cali     | Colombia            | 1999-2004           | 112      | 5     |
| Atlético Nacional   | Colombia            | 2004                | 19       | 0     |
| América de Cali     | Colombia            | 2005-2006           | 56       | 5     |
| Cúcuta Deportivo    | Colombia            | 2007                | 27       | 3     |
| Grêmio              | Brasil              | 2007-2008           | 18       | 1     |
| Internacional       | Brasil              | 2008                | 4        | 0     |
| Millonarios         | Colombia            | 2009-2010           | 42       | 6     |
| Internacional       | Brasil              | 2011                | 10       | 0     |
| América de Cali     | Colombia            | 2011-2012           | 46       | 6     |
| Boyacá Chicó        | Colombia            | 2013                | 20       | 1     |
| Cúcuta Deportivo    | Colombia            | 2013                | 8        | 0     |
| Inti Gas            | Perú                | 2014                | 1        | 0     |
| Total en su carrera | Total en su carrera | Total en su carrera | 372      | 27    |

## Palmarés

### Campeonatos regionales
| Título            | Club          | País   | Temporada |
| ----------------- | ------------- | ------ | --------- |
| Campeonato Gaucho | Internacional | Brasil | 2008      |

### Campeonatos nacionales
| Título              | Club            | País     | Temporada |
| ------------------- | --------------- | -------- | --------- |
| Categoría Primera A | América de Cali | Colombia | 2000      |
| Categoría Primera A | América de Cali | Colombia | 2001      |
| Categoría Primera A | América de Cali | Colombia | 2002      |

### Copas internacionales
| Título                      | Club                      | País     | Año  |
| --------------------------- | ------------------------- | -------- | ---- |
| Copa Merconorte             | América de Cali           | Colombia | 1999 |
| Torneo Esperanzas de Toulon | Selección Colombia Sub-20 | Francia  | 2000 |